# Wiktorowo (gmina Kostrzyn)
Wiktorowo – wieś w Polsce, położona w województwie wielkopolskim, w powiecie poznańskim, w gminie Kostrzyn.

## Historia
Miejscowość pierwotnie była związana z Wielkopolską. Istnieje co najmniej od początku XV wieku i ma średniowieczną metrykę. Po raz pierwszy odnotowane zostało w łacińskim dokumencie z 1401 odmiejscowe nazwisko utworzone od nazwy wsi "Victorowska". W 1442 wieś wspomniana została pod obecną nazwą "Wictorowo", w 1443 "Victorowo", 1453 "Vycthorowo", 1463 "Wiktorowo".
Okolice miejscowości były zasiedlone jednak już wcześniej niż odnotowały to zachowane zapisy historyczne. W wyniku badań archeologicznych badań powierzchniowych przeprowadzonych w latach z 1951, 1974, 1986 i 1992 odkryto koliste grodzisko wklęsłe z pierścieniowatym wałem wysokości 3-4 metrow i fosą, w którym nie odnaleziono materiału zabytkowego oraz nie stwierdzono śladów warstwy kulturowej, obiekt ten zaliczany jest do grupy budowli fortyfikacyjnych tzw. okopów. W 1921 odkryto w Wiktorowie wczesnośredniowieczny skarb srebrny.
Wieś była początkowo własnością szlachecką należącą do lokalnej szlachty z rodu Wiktorowskch, którzy od jej nazwy przyjęli odmiejscowe nazwisko, a później także do Brudzyńskich lub Brodzińskich oraz Iwieńskich. W 1463 leżała w powiecie gnieźnieńskim, a w 1485 w powiecie poznańskim województwa poznańskiego w Koronie Królestwa Polskiego. W 1443 należała do parafii Iwno.
Pierwszy historyczny zapis związany ze wsią pochodzi z 1401 kiedy Małgorzata Wiktorowska czyli Małgorzata z Iwna, która od nazwy wsi przyjęła odmiejscowe nazwisko, toczyła spór sądowy ze Stanisławem Kolińskim z Kolna o 7 grzywien odszkodowania za zboże. W 1463 Agnieszka żona Mikołaja Kęszyckiego sprzedała swojej siostrze Barbarze, córce zmarłej Małgorzaty, części w Iwnie, Wiktorowie i Chorzelicach za 400 grzywien. W 1485 Jerzy Tomicki, syn chorążego poznańskiego Mikołaja Tomickiego otrzymał w podziale dóbr od swoich braci przyrodnich Jana, Piotra, Stanisława i Mikołaja z Tomic całe Iwno, Wiktorowo i Chorzelice oraz dom w Poznaniu przy ulicy Koziej. W 1485 Jerzy Tomicki kupił od Macieja duchownego i Jakuba braci z Brudzynia w powiecie kcyńskim całe Wiktorowo oraz prawo bliższości do Wiktorowa oraz Iwna.
Część historycznych informacji o wsi pochodzi ze źródeł kościelnych. W latach 1442-1444 wspomniany został Janusz pleban w Iwnie, Anna dziczka w Iwnie oraz Jan były sołtys w Iwnie, którzy pozwani zostali przez Mikołaja Kota Świekockiego plebana w Spławiu koło Poznania o dziesięciny w postaci wiardunku z Iwna Polskiego, Iwna Niemieckiego oraz z Wiktorowa. W 1453 biskup poznański Andrzej Bniński przyznał dziesięciny w postaci wiardunku pobierane z Iwna, Iwna Polskiego i Wiktorowa plebanowi w Spławiu. Pleban ten otrzymał należne mu dwie grzywny od wiktorowskich kmieci. W 1469 oficjał poznański Mikołaj Sobocki wydał wyrok w sporze pomiędzy Maciejem plebanem ze Spławia, a Andrzejem, synem Krystyna, plebanem w Iwnie, który głosił, że wiardunki dziesiętne z Wiktorowa nalały do Spławia. W 1510 do plebana w Spławiu należały 2/3 dziesięciny w postaci małdratu z Wiktorowa, a 1/3 należała do komandora joanitów poznańskich, a opłata zwana "meszne" z Wiktorowa płacona była plebanowi z Iwna.
W latach 1532-1549 odnotowany został właściciel wsi Jan Iwieński z Iwna i Tomic syn Jerzego. W 1532 pozwał on Jana Rusieckiego o to, że spowodował zalanie ról i lasów w Iwnie i Wiktorowie. W 1535 Jan podkomorzy kaliski pozwany został przez Jana Rusieckiego o to, że wszedł z 6 pomocnikami do lasu Jasionki w Wiktorowie i przez zniszczenie grobli spowodował, że gwałtownie płynąca woda zalała staw w Wiktorowie oraz inny staw w Iwnie. W 1549 Jan Iwieński dał swojej żonie Barbarze z Chodzieży w dożywocie m.in. całe Wiktorowo oraz Iwno.
Miejscowość odnotowały również historyczne rejestry podatkowe. W 1508 wieś zapłaciła wiardunki wojenne od 10 łanów, karczmy oraz młyna. W 1509 miał miejsce pobór od 8,5 łana osiadłego, połowy łana opuszczonego, od karczmy, oraz od dwóch młynów. W 1510 wieś należała do pana Brudzyńskiego z Iwna, gdzie Brudzyńscy mieli dobra już wcześniej. Posiadał on we wsi 10 łanów osiadłych oraz dwa łany opuszczone, uprawiane przez pana Brodzińskiego, a także dwa młyny wodne, w tym jeden opuszczony. kmiecie wiktorowscy uprawiali 4 łany opuszczone w Ruścach Małych w zamian za czynsz. W 1553 pobrano we wsi podatki od 3 łanów osiadłych. W 1563 miał miejsce pobór od 12 łanów kmiecych, jednego młyna dorocznego o dwóch kołach wodnych oraz od karczmy. W 1567 miał miejsce pobór od 12 łanów osiadłych, karczmy dorocznej, jednego młyna, dwóch zagrodników. W 1576 miał miejsce pobór ze wsi Jana Iwieńskiego od 10 łanów, jednego młyna dorocznego korzecznego o dwóch kołach oraz od dwóch zagrodników. W 1577 pobrano ze wsi Jana Iwieńskiego od 12 łanów osiadłych, karczmy, młyna korzecznika o jednym kole oaz jednego zagrodnika. W 1580, 1581, 1583 Jan Iwieński zapłacił pobór od 13 łanów, młyna korzecznego dorocznego o dwóch kołach oraz od jednego zagrodnika.
Wieś szlachecka położona była w 1580 roku w powiecie poznańskim województwa poznańskiego w Rzeczypospolitej Obojga Narodów. Wskutek II rozbioru Polski w 1793, miejscowość przeszła pod władanie Prus i jak cała Wielkopolska znalazła się w zaborze pruskim. 
W latach 1975–1998 miejscowość należała administracyjnie do województwa poznańskiego.